# Johann Lukas von Hildebrandt
Johann Lukas von Hildebrandt (Gènova, Itàlia, 14 de novembre de 1668 - Viena, Àustria, 16 de novembre de 1745) va ser un arquitecte austríac.

## Biografia
Hildebrandt va néixer a Gènova (Itàlia) el 1668. La seva mare era italiana i el seu pare, alemany. Va estudiar sota la tutela de Carlo Fontana a Roma i posteriorment va estudiar enginyeria militar i civil sota la tutela del Príncep Eugeni de Savoia. També va estudiar enginyeria militar a Piemont. Hildebrandt arribaria a ser un dels arquitectes favorits del Príncep Eugeni.
El 1696, Hildebrandt es va establir permanentment a Viena, on va treballar per a famílies nobles com els Daun, els Harrach, els Schönborn, els Starhemberg i per al Príncep Eugeni.
El 1700, Hildebrandt va ser nomenat enginyer de la cort del Palau Imperial de Hofburg i el 1723 va obtenir el lloc d'arquitecte de la cort. No obstant això, a Hofburg havia de competir amb Johann Bernhard i Joseph Emanuel Fischer von Erlach, per la qual cosa va treballar principalment per a aristòcrates. A diferència dels treballs monumentals de Fischer von Erlach, les obres de Hildebrandt van ser de menor escala i van incloure més elements decoratius. Així mateix, combinava els estils italià i francès i va contribuir a desenvolupar l'estil barroc al sud d'Alemanya i Àustria.

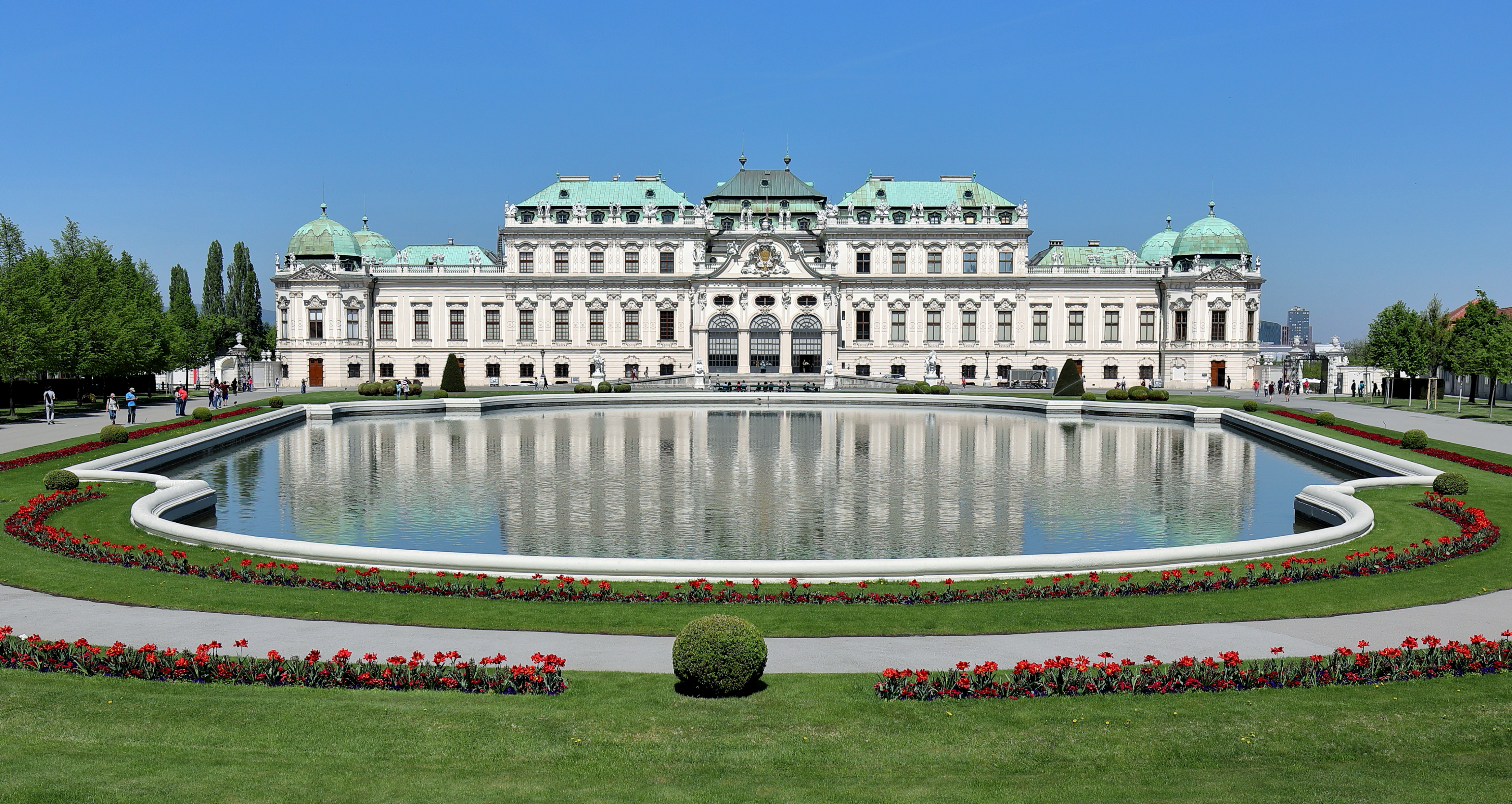
El Belvedere Alt, un dels palaus més coneguts d'Àustria.

Hildebrandt també va participar en projectes que eren desenvolupats per altres arquitectes, com ara l'Abadia de Göttweig, el Palau de Weissenstein i el Palau Schwarzenberg.
Entre 1713 i 1716, va treballar per a la poderosa família Kinsky, construint la seva residència a Viena, el Palais Kinsky. A partir de 1723, es va convertir en l'inspector general dels edificis imperials. Les seves obres més conegudes són els Palaus Belvedere: El Belvedere Alt (1721-1722) i el Belvedere Baix (1714-1716), tots dos encarregats pel Príncep Eugeni.
Hildebrandt va construir nombrosos palaus a Viena. Així mateix, va dissenyar edificis religiosos de gran importància, com ara la Peterskirche i la Maria Treu Piaristenkirche, ambdues a Viena.

## Obres destacades
- 1695–1698: Stadtpalais des Prinzen Eugen (avui seu del ministeri de Finances), Viena, Àustria;
- 1699: Sankt Laurentius, Gabel, República Txeca;
- 1701–1702: Schloss Ráckeve, Hongria
- 1705: Schloss Nebilau, nur Pläne;
- 1705–1706: Palau Starhemberg-Schönburg, Viena;
- 1708: Herrschaftlicher Gutshof für Graf von Mercy, Bruck an der Leitha;
- 1704-1709: Capella de Loreto, Rumburk, República Txeca;
- 1706–1710: Palau Auersperg, Viena, mit Hilfe von Johann Bernhard Fischer von Erlach erbaut;
- 1710: Schloss Laxenburg (Blauer Hof), Niederösterreich;
- 1708–1711: Schloss Prugg, Bruck an der Leitha;
- 1714–1716: Palau Belvedere Baix, Viena;
- 1716: Piarist Church of Maria Treu, Viena;
- 1714–1717: Pfarrkirche Pottendorf
- 1712–1717: Palacio Schönborn, Göllersdorf, Àustria;
- 1717–1719: Geheime Hofkanzlei (Bundeskanzleramt), Viena;
- 1719: Entwurf donis Zwiebelhelms der Pfarrkirche Furth bei Göttweig;
- 1719: Gesamtplan für Stift Göttweig, Bau 1738 eingestellt
- 1710–1720: Cripta Imperial de Viena;
- 1702–1722: Savoy Castle, Ráckeve, Hongria;
- 1697–1723: Palau Schwarzenberg, Viena;
- 1720: Schloss Porrau (1720), Jagdschloss, heute Forsthaus
- 1721–1723: Palau Belvedere Alt, Viena;
- 1718–1725: Deutschordenskirche Heilig Kreuz (Priesterseminarkirche), Linz, Àustria;
- 1713–1726: Palau Kinsky, Viena;
- 1729: Schloss Hof, Schloßhof, Àustria;
- 1723–1730: Palau Hofburg, Reichskanzleitrakt, Viena;
- 1730: Pfarrkirche Aspersdorf
- 1702–1733: Església de Sant Pere, Viena;
- 1727–1735: Palau Harrach, Pavelló i Januariuskapelle, Viena;
- 1739–1741: Kapelle am Nikolaus-Dom in Tyrnau (Trnava, Slowakei);
- 1740–1741: Església parroquial, Göllersdorf, Àustria;
- 1743: Festungskirche St. Anna, Slavonski Brod;
- 1720–1744: Residència Würzburg, Würzburg, Alemanya;
- 1750: Haus zoom Goldenen Adler, Breslau, Polònia;[2]

## Galeria d'imatges

Obres a Viena
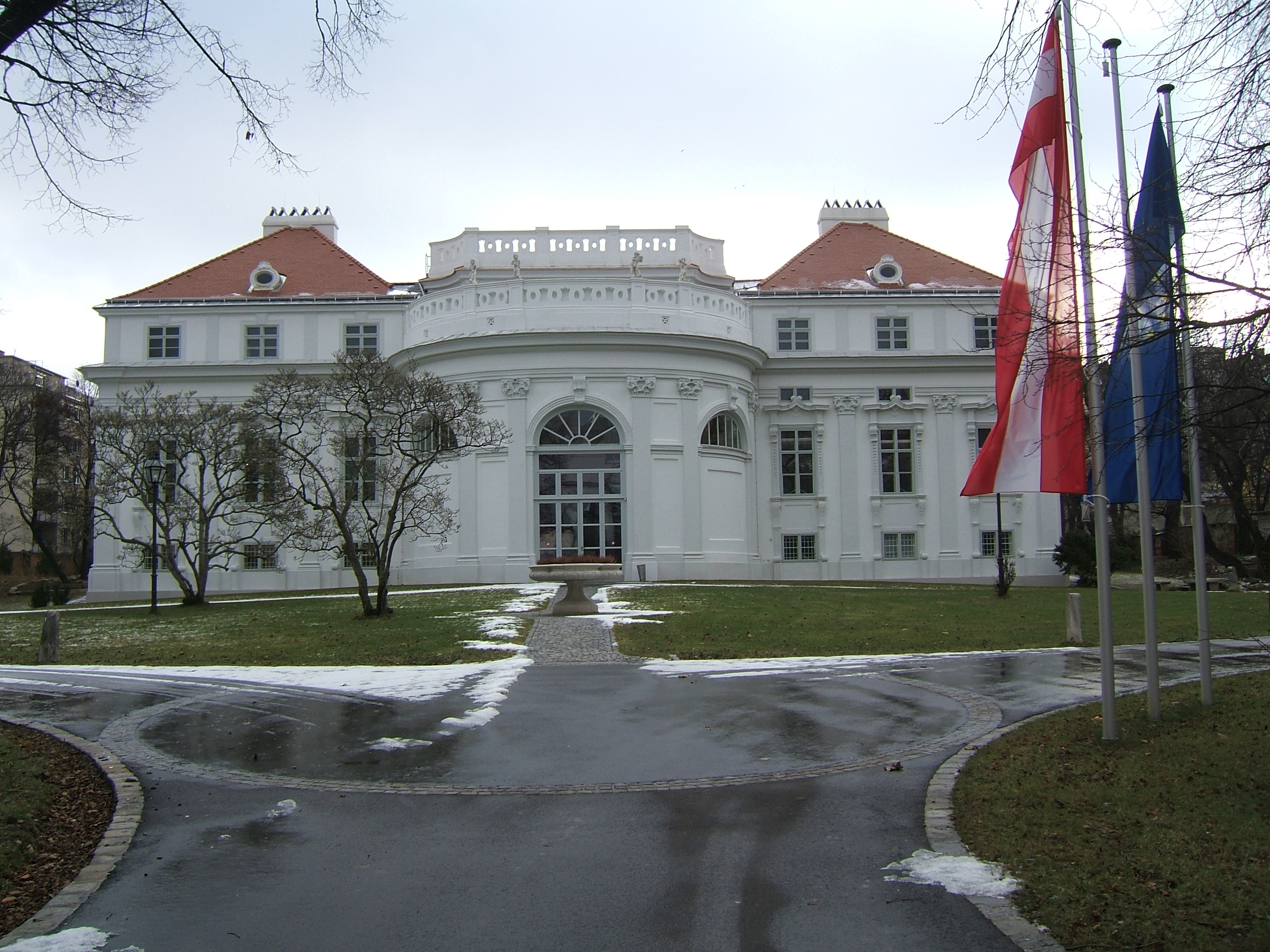
Palau Schönburg-Rainergasse (1706)
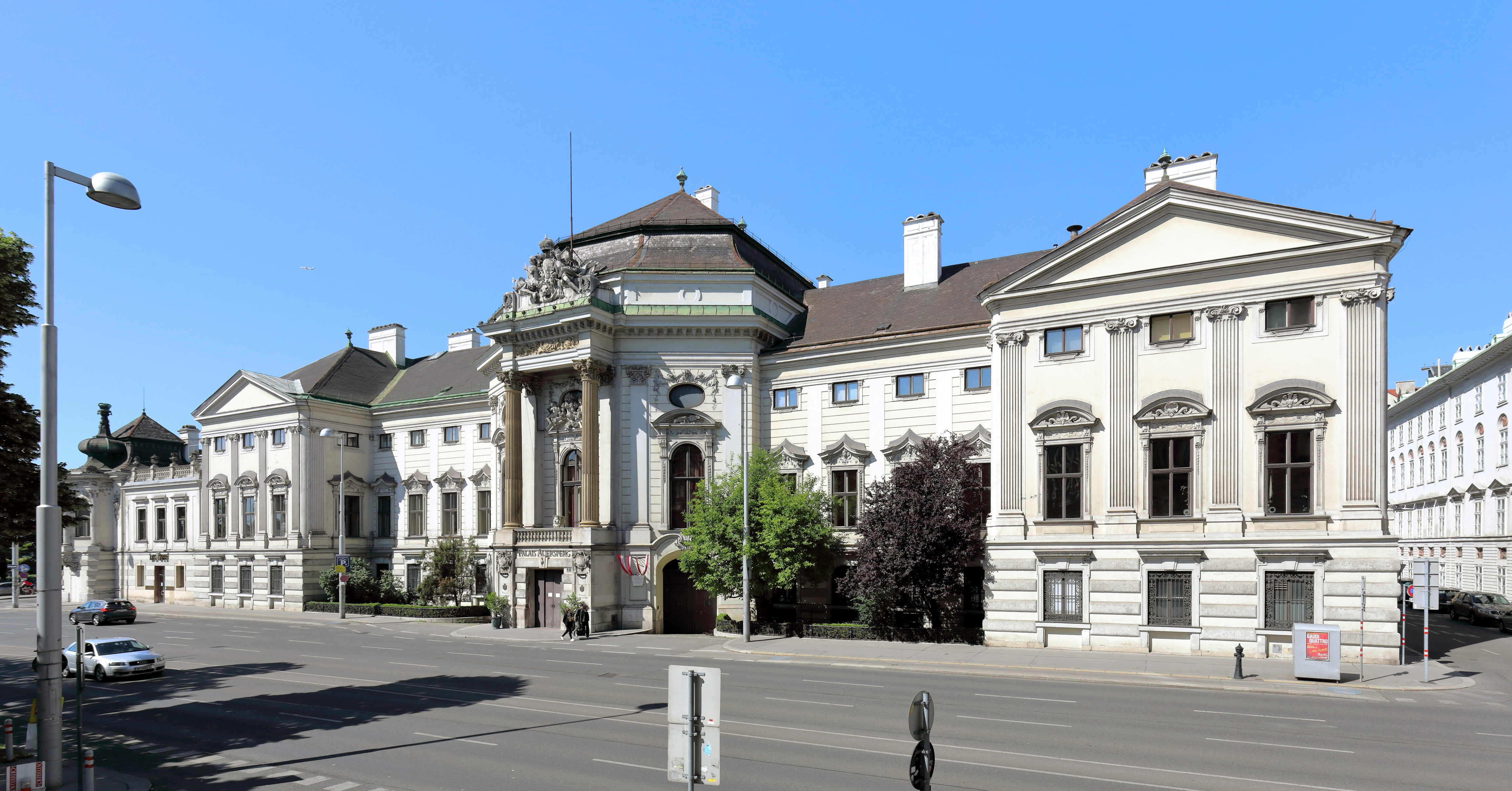
Palau Auersperg (1706–1710)
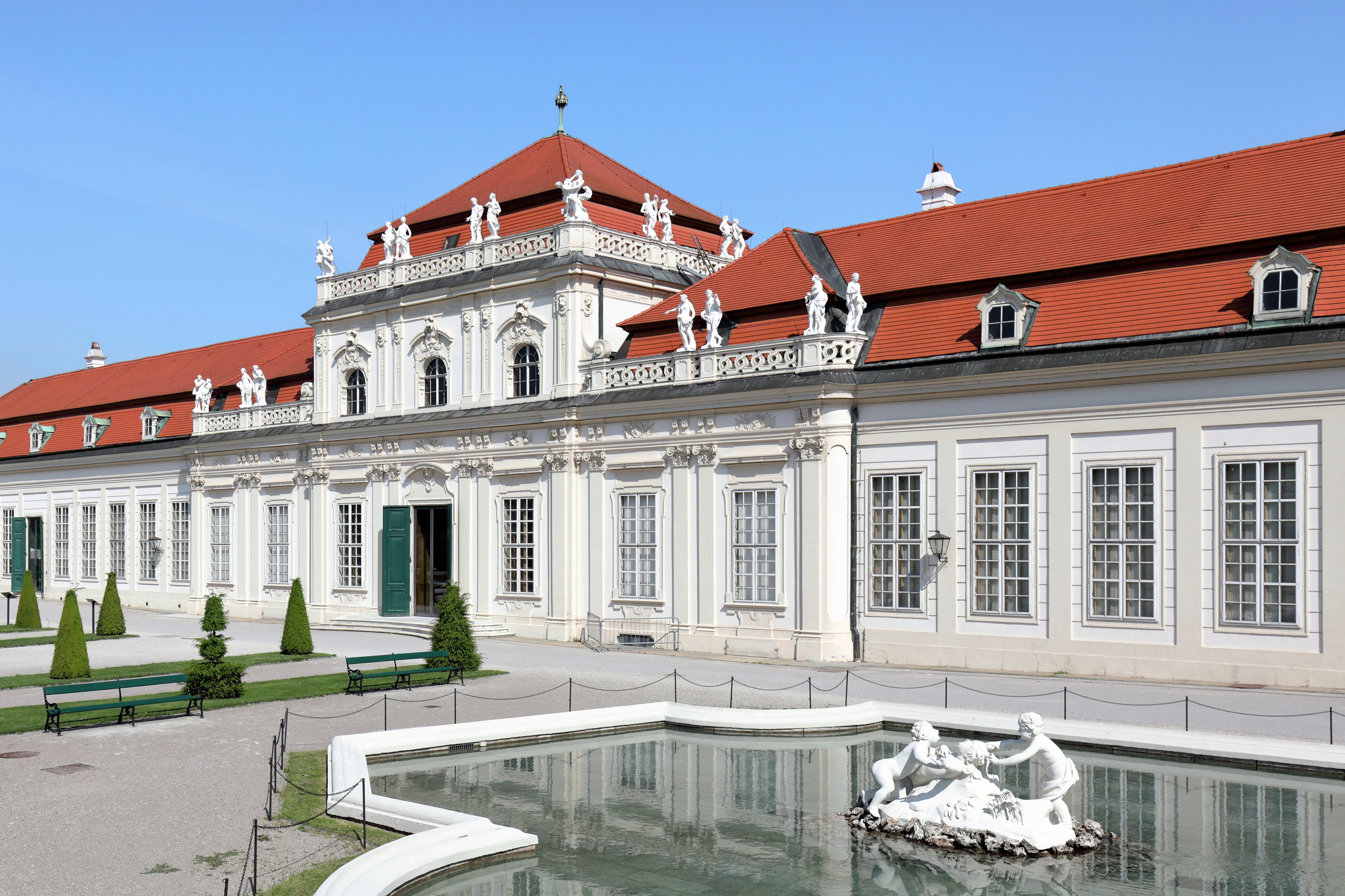
Palau Belvedere Baix (1714–1716)
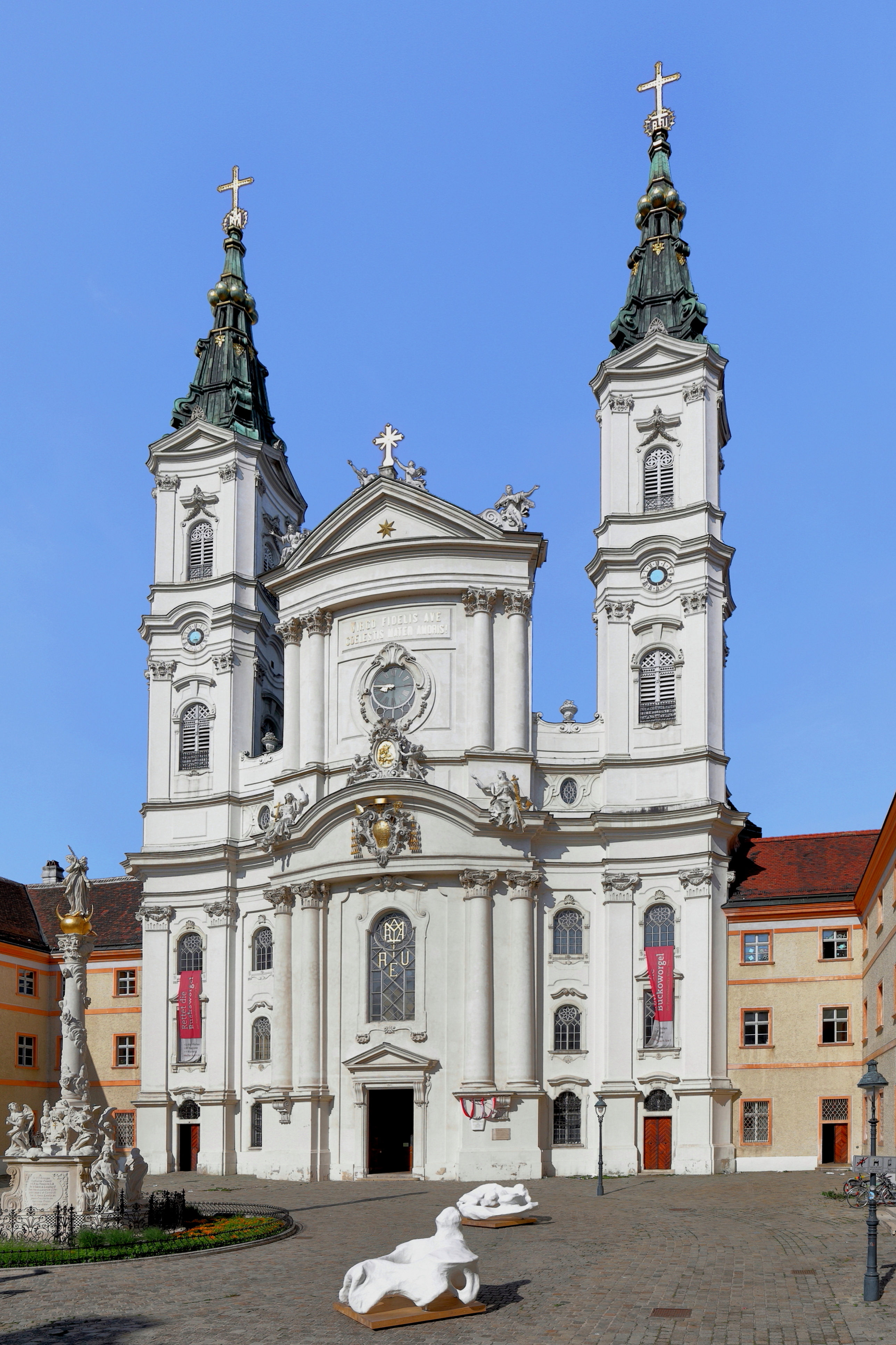
Església Piarista (1716)
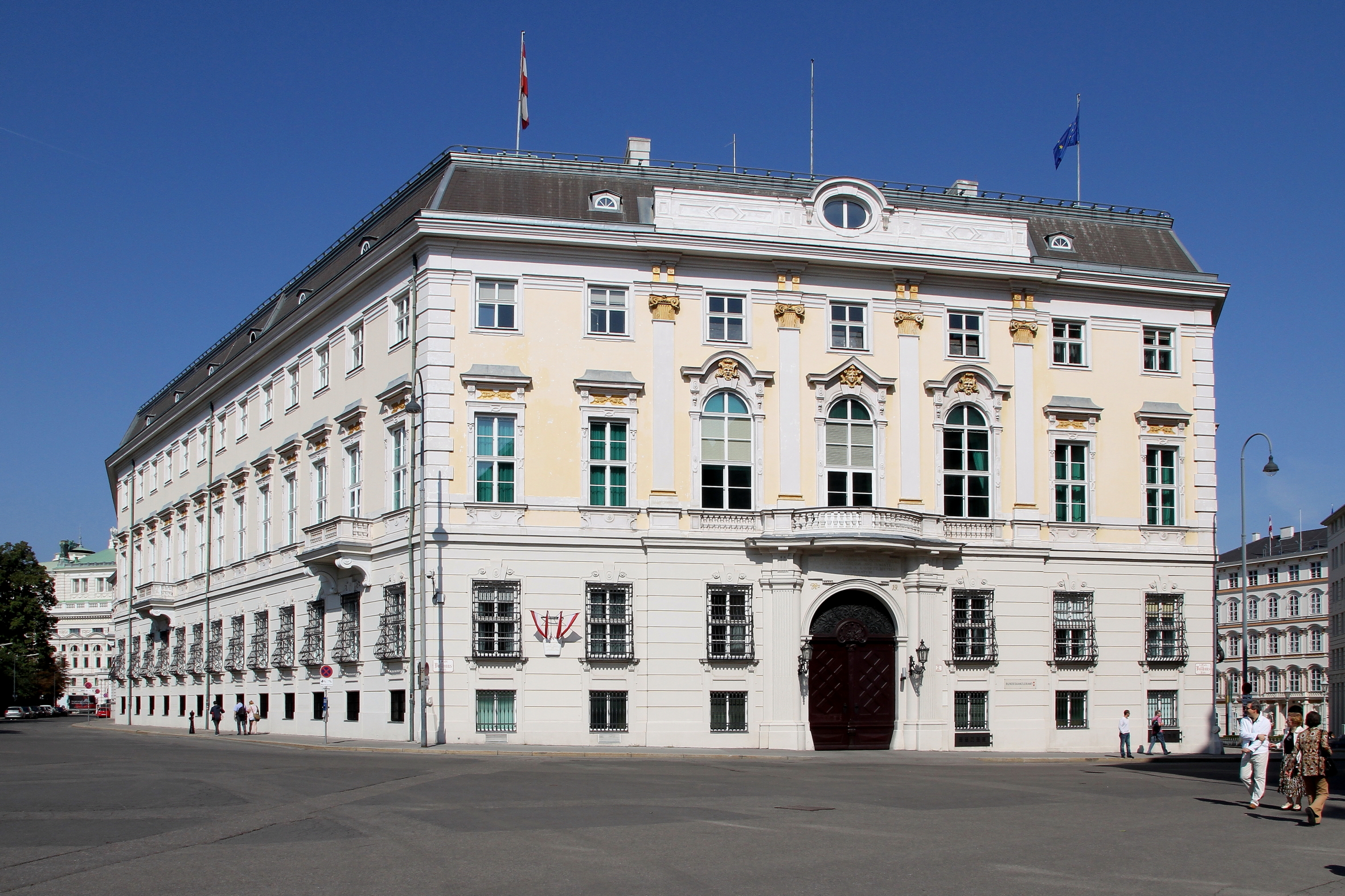
Bundeskanzleramt (seu actual de la Cancelleria Federal (1717–1719)
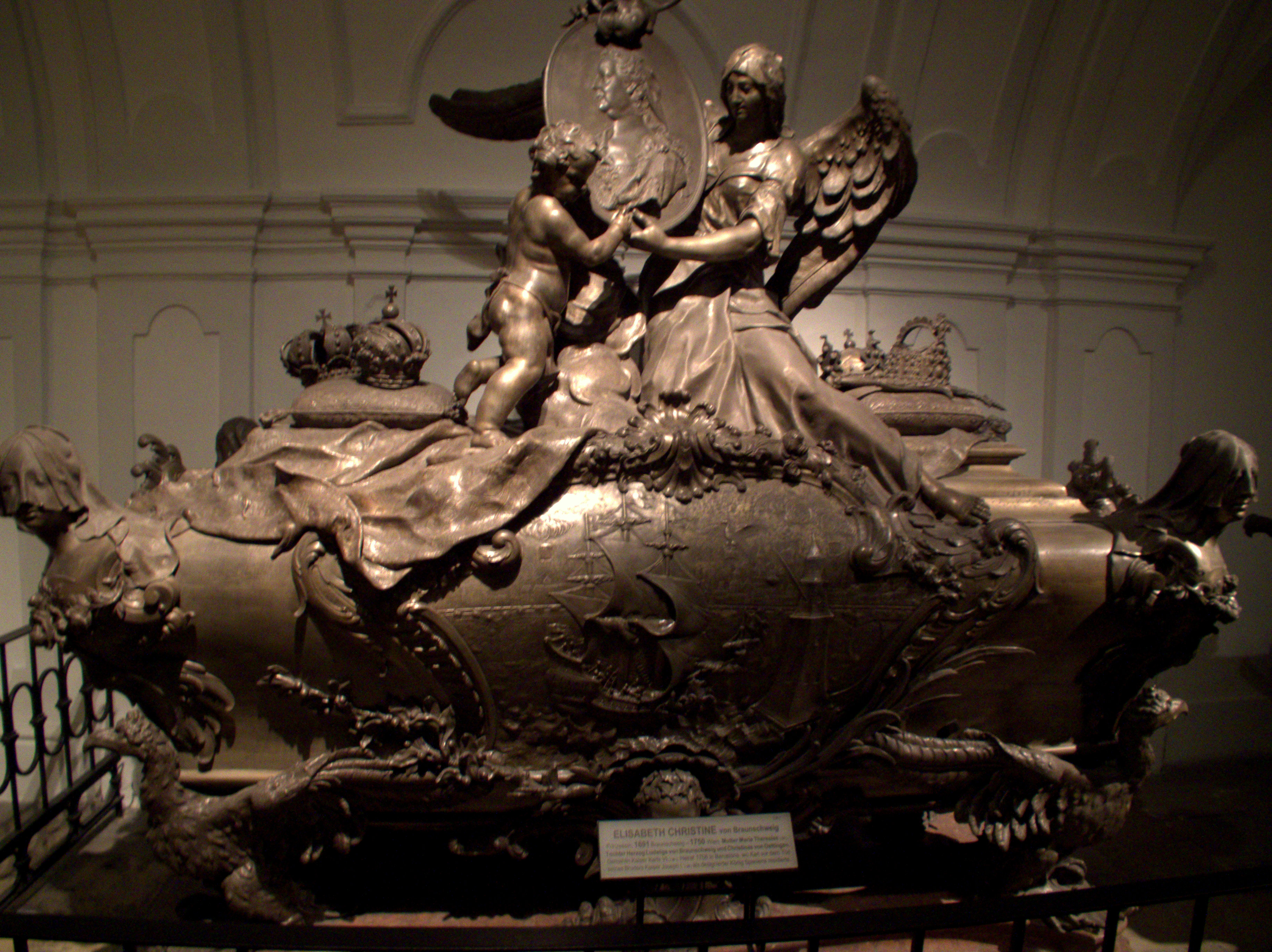
Cripta Imperial de Viena (1710–1720)
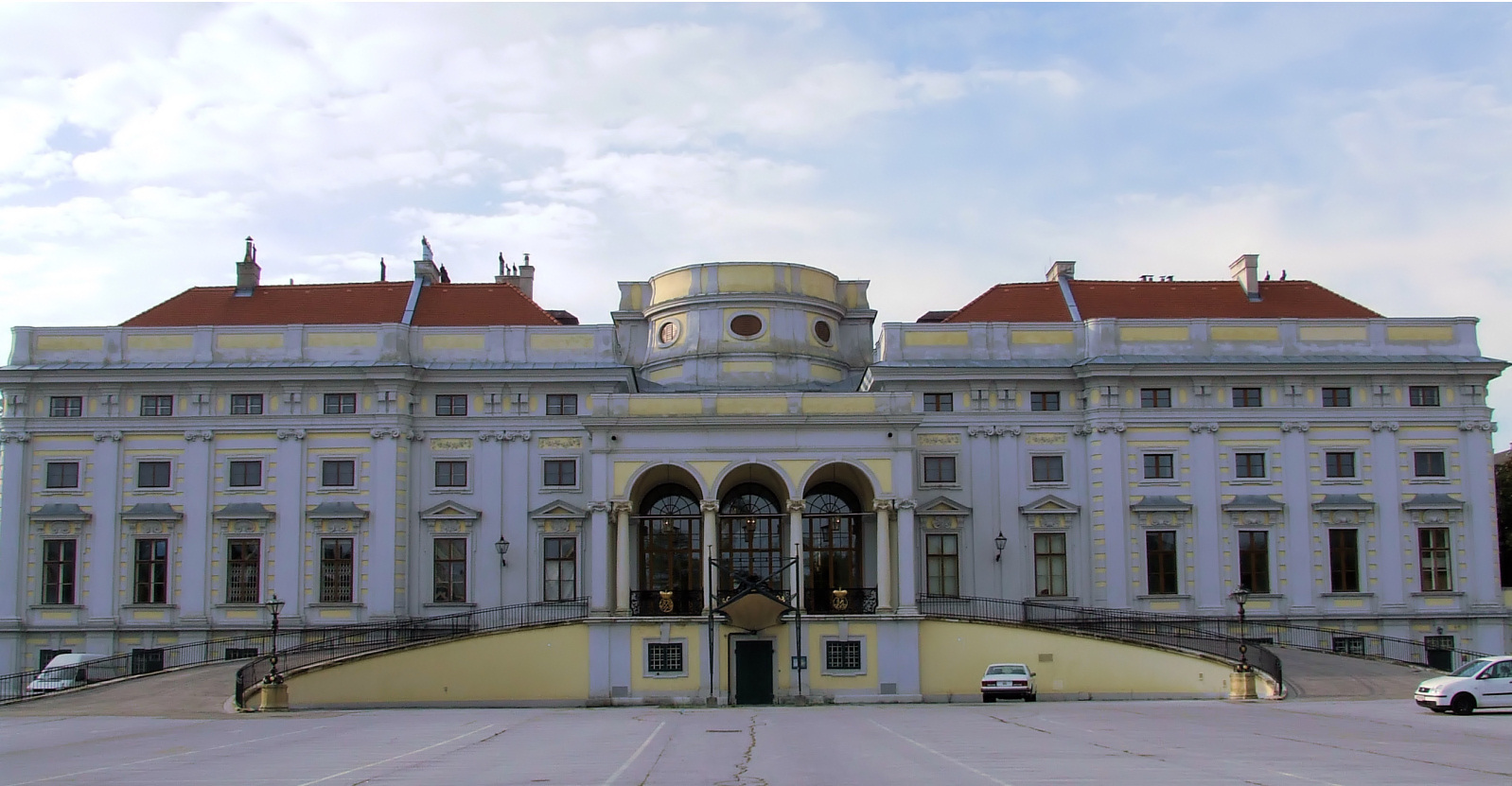
Palau Schwarzenberg (1697–1723)
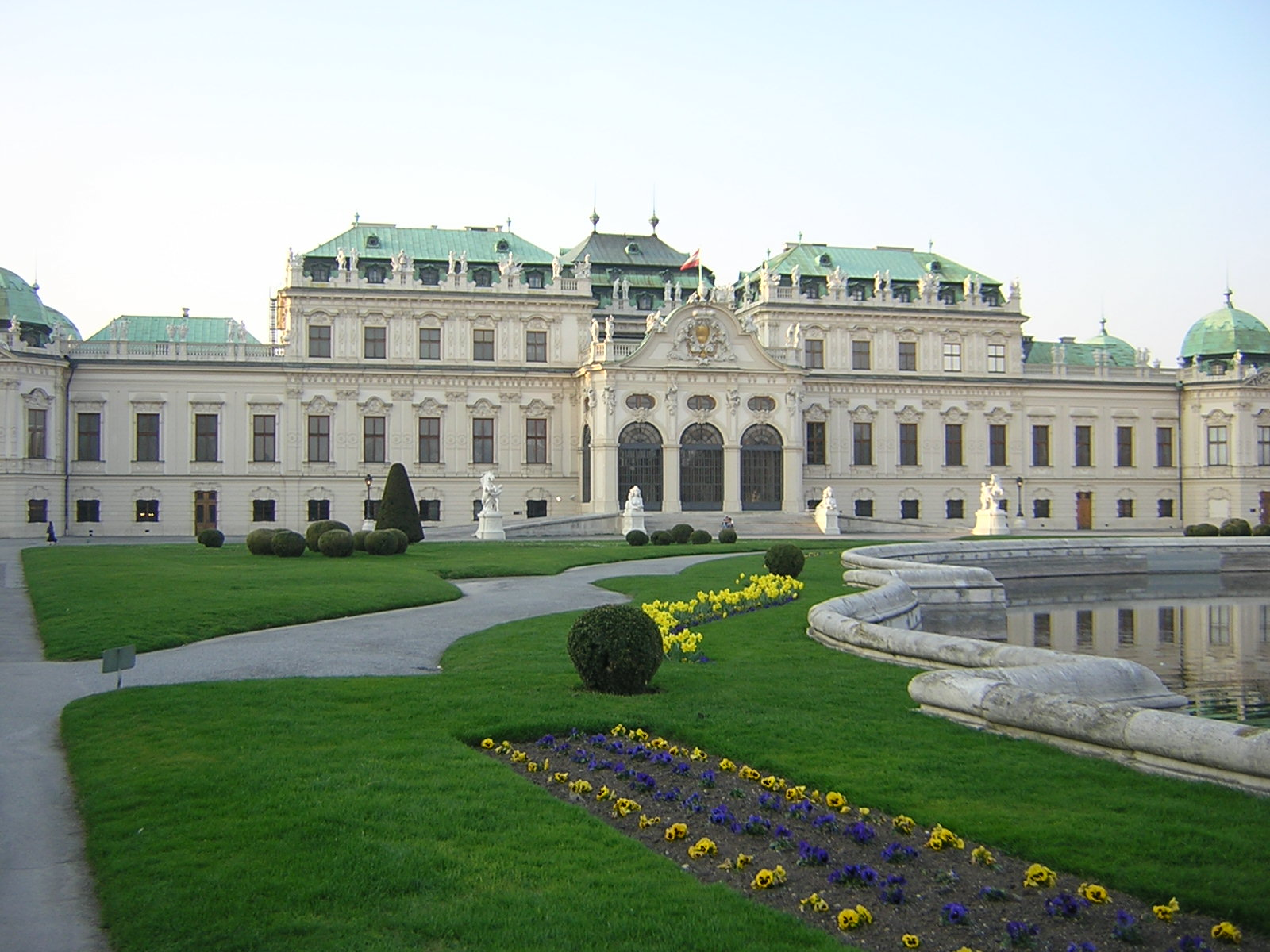
Façana del Palau Belvedere Alt (1721–1723)
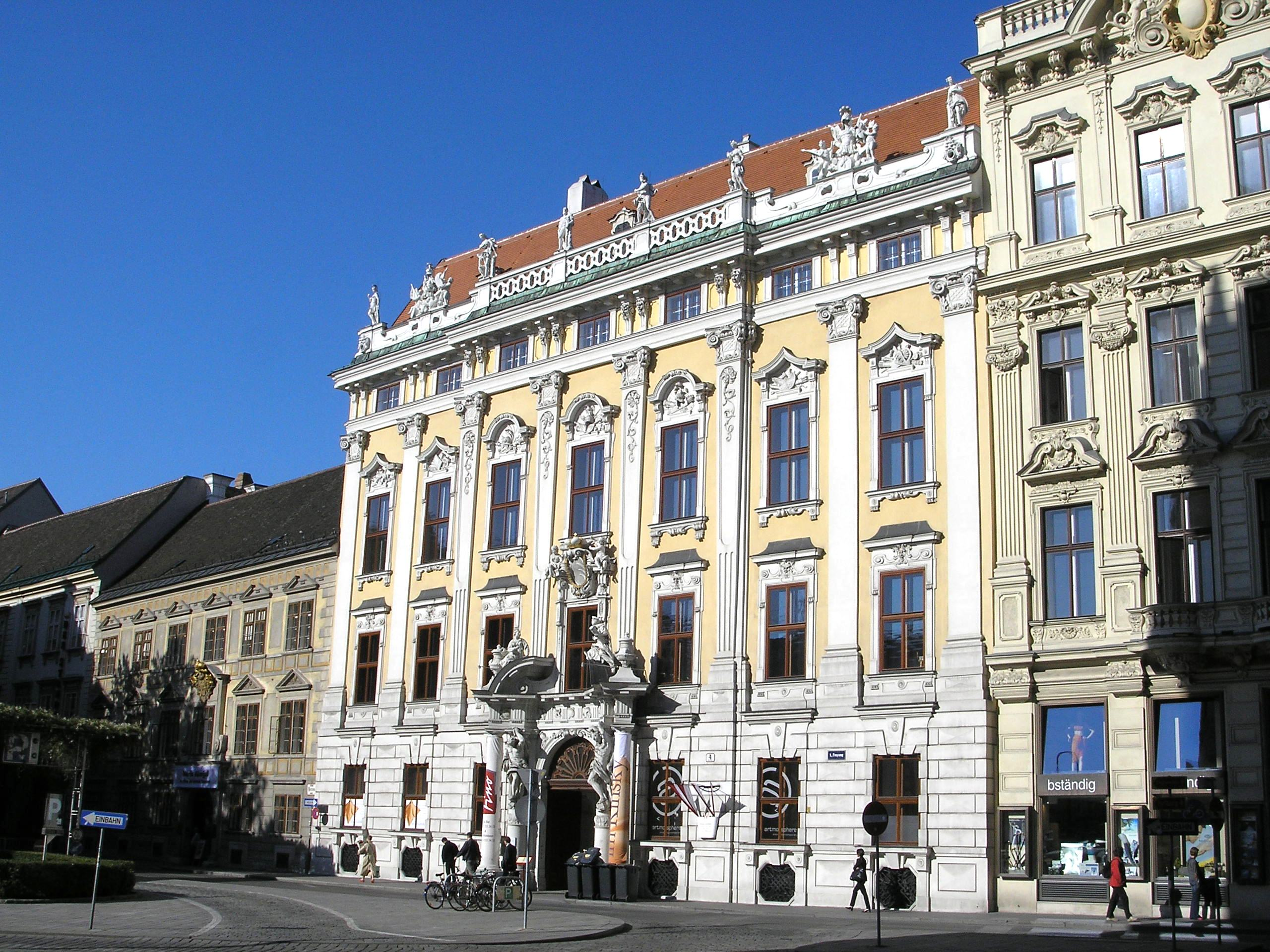
Palau Kinsky (1713–1726)
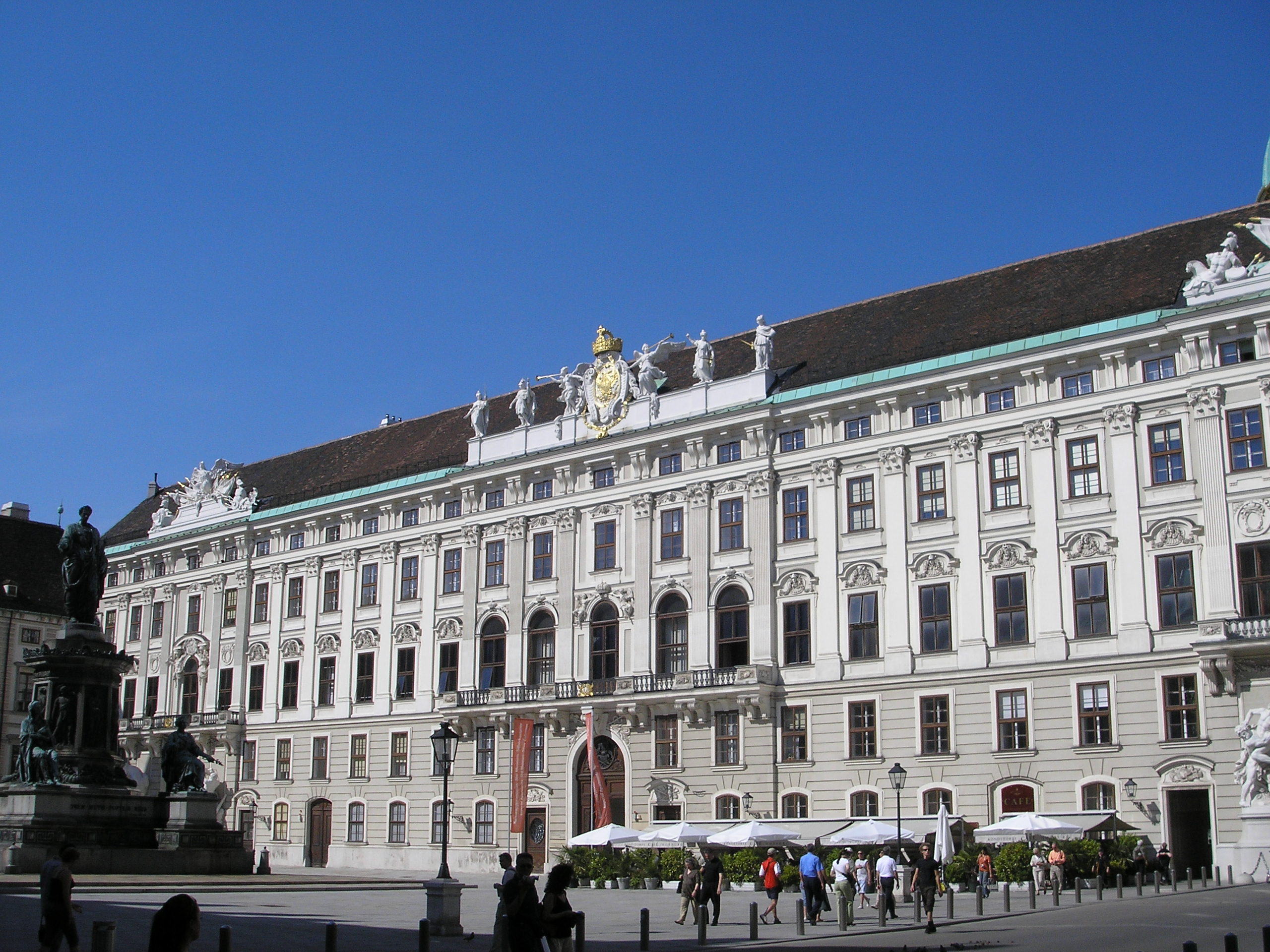
Palau Hofburg, Reichskanzleitrakt (1723–1730)
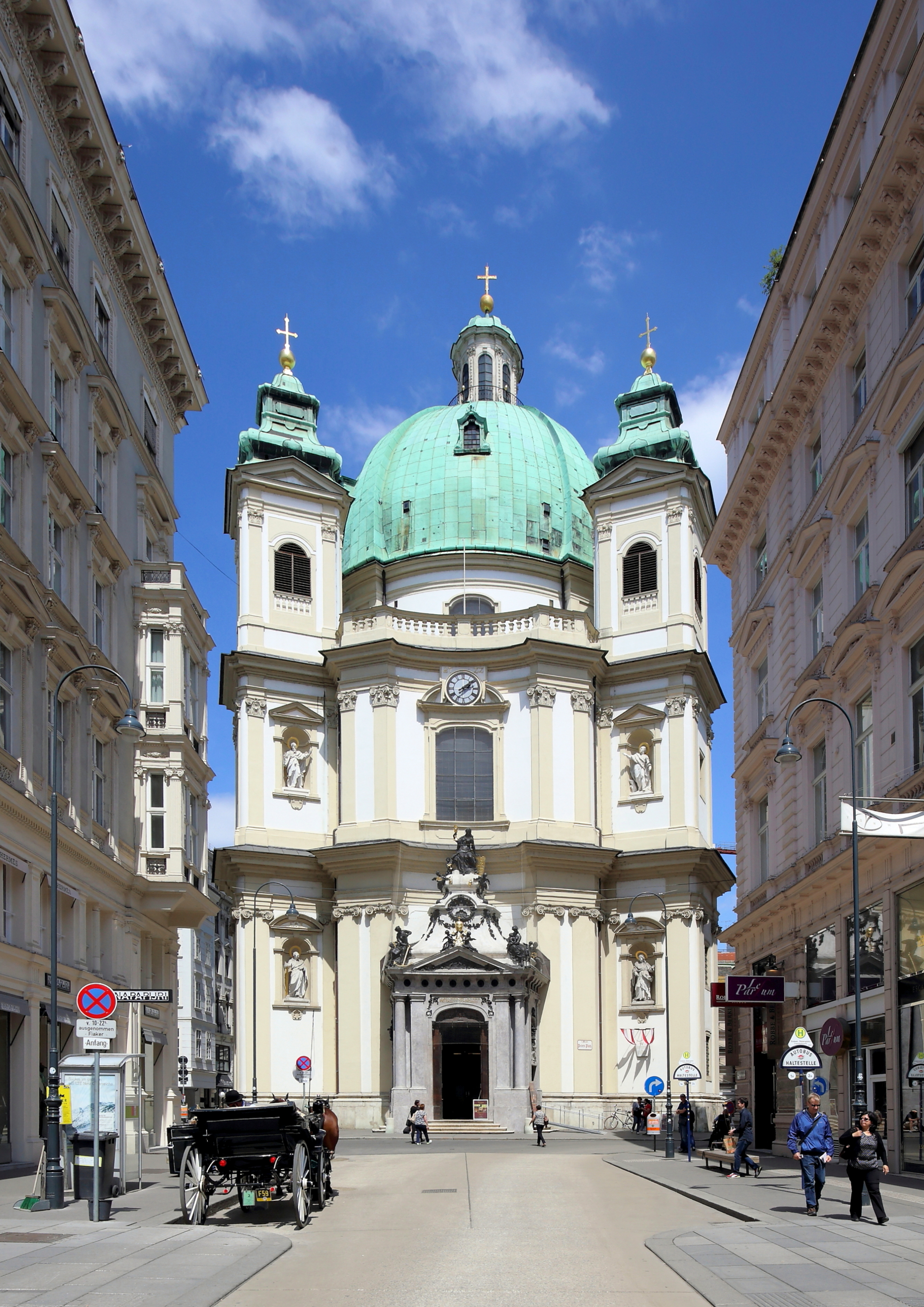
Església de Sant Pere (1702–1733)
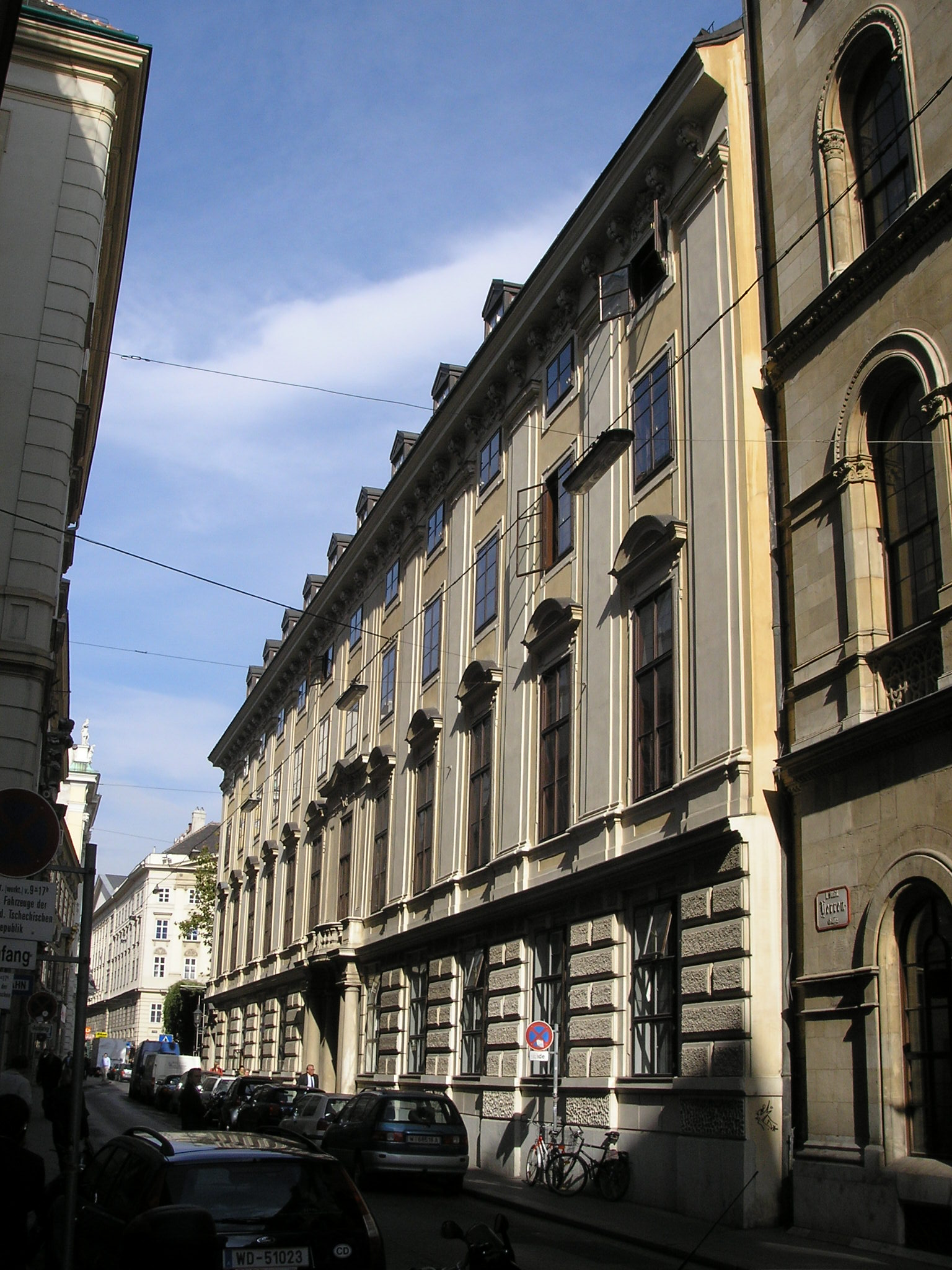
Palau Harrach (1727–1735)
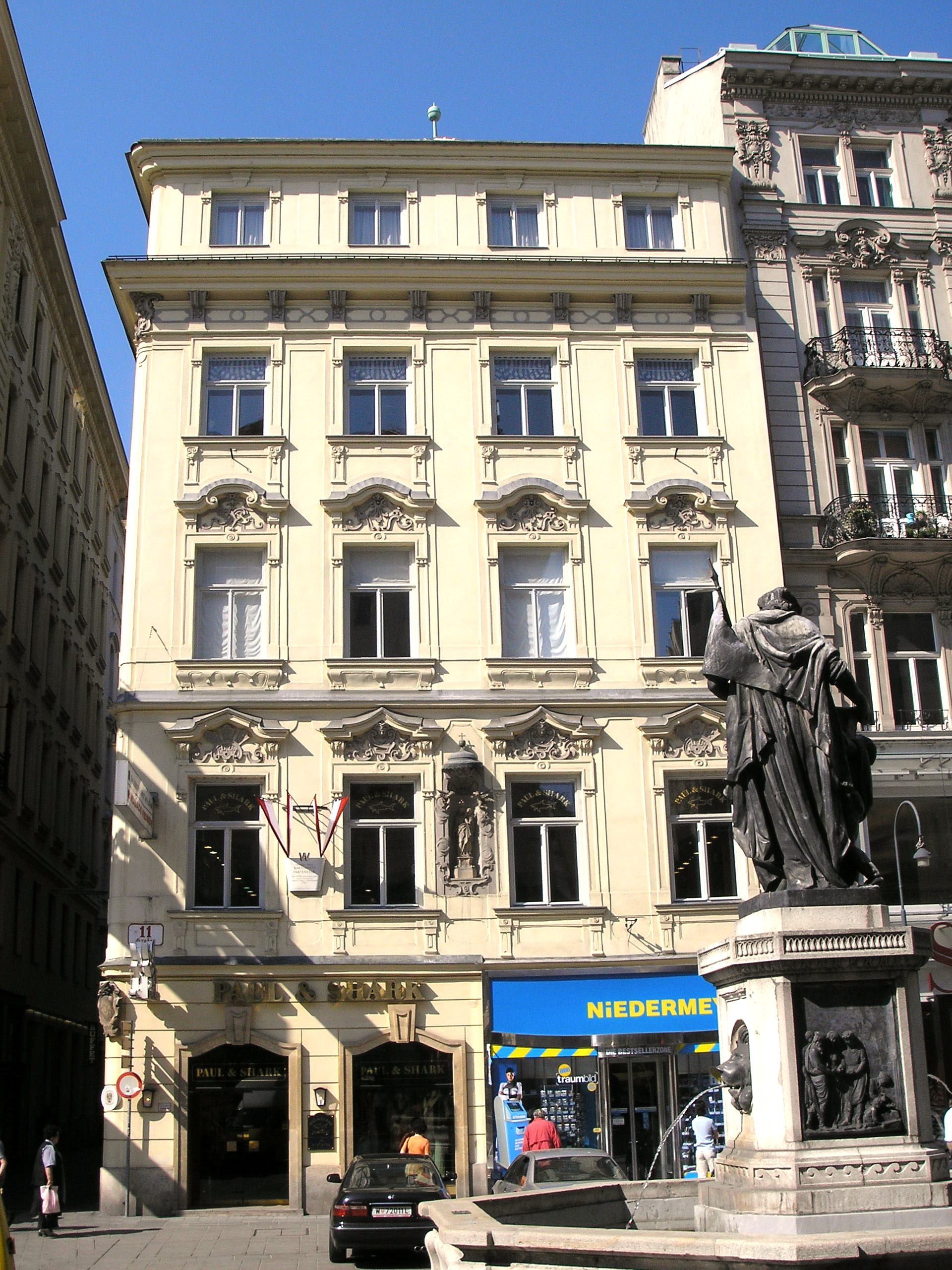
Palau Bartolotti-Partenfeld

Altres obres
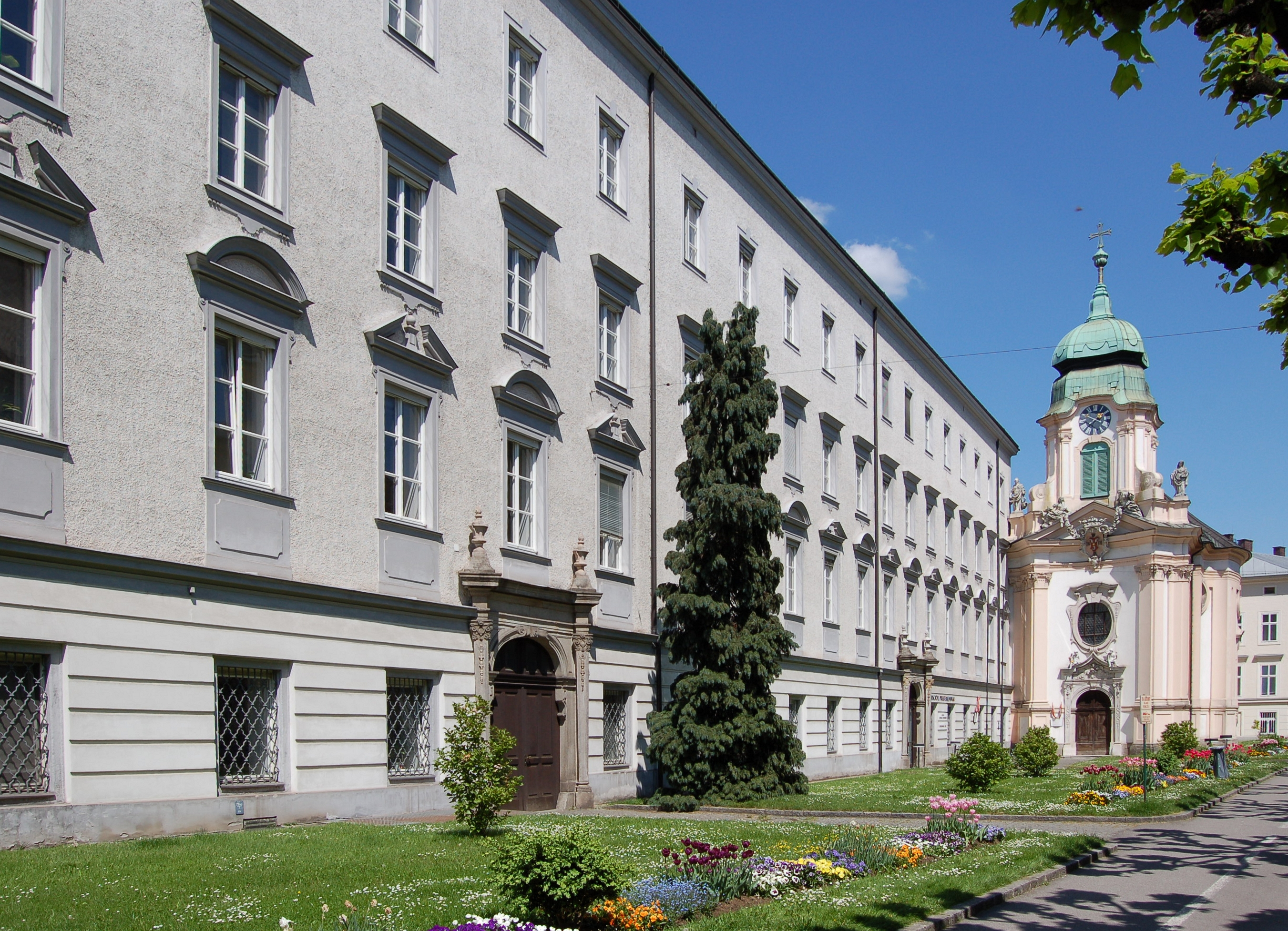
Priesterseminarkirch amb Priesterseminar, Linz
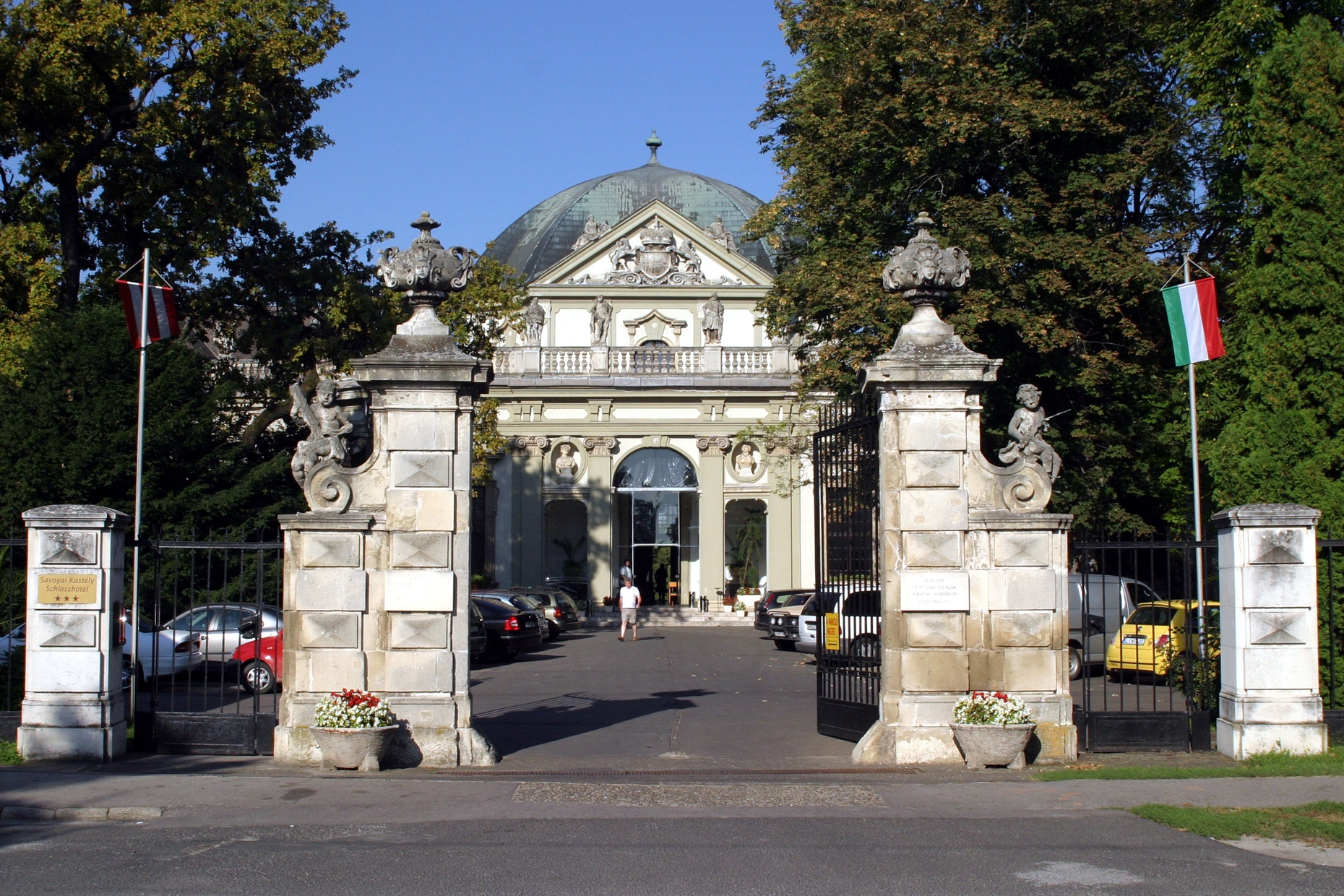
Castell Savoy, Ráckeve, Hongria (1702–1722)
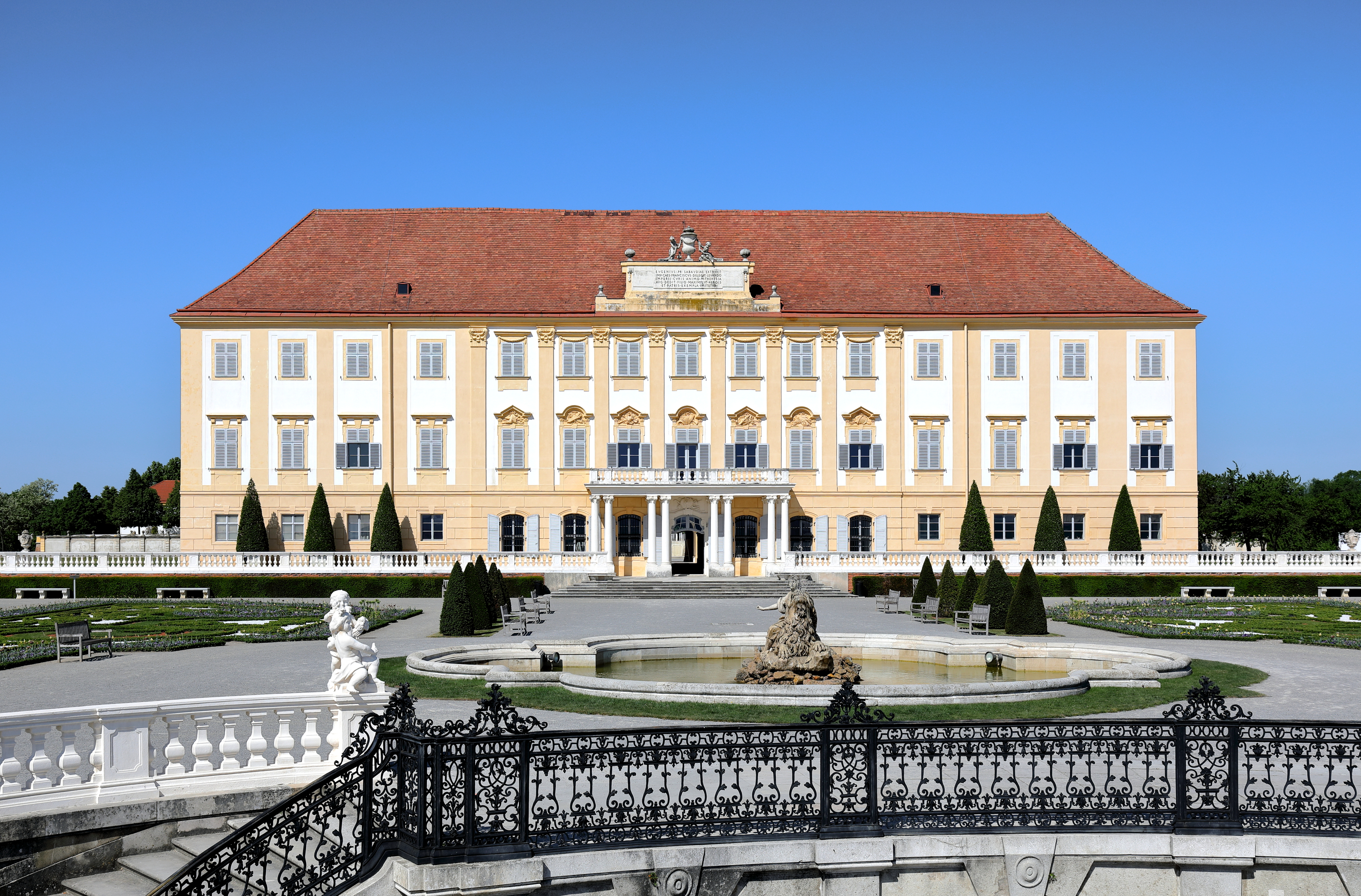
Schloss Hof, Schloßhoff (1729)
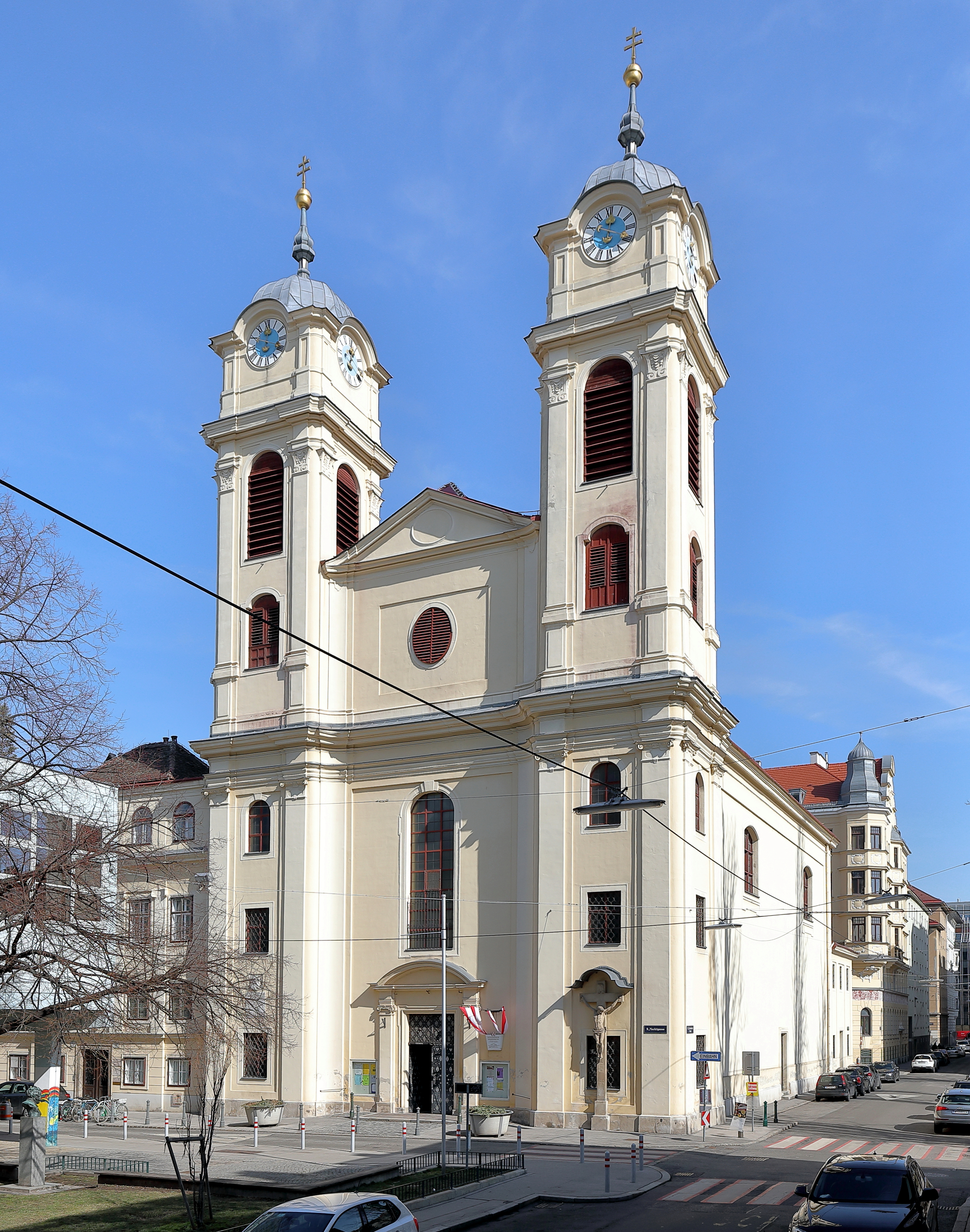
Pfarrkirche Lichtental